# Sicherungsring

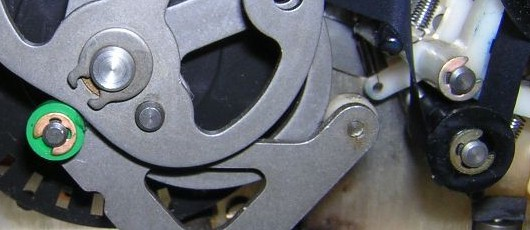
Maschinenteil mit vier Außen-Sicherungsringen. Die drei messingfarbenen, aufklipsbaren Ringe führen die Handelsbezeichnung E-Ring (siehe auch "Sicherungsscheibe" nach DIN 6799); der große Ring kann mit einer Sicherungsringzange geöffnet werden.

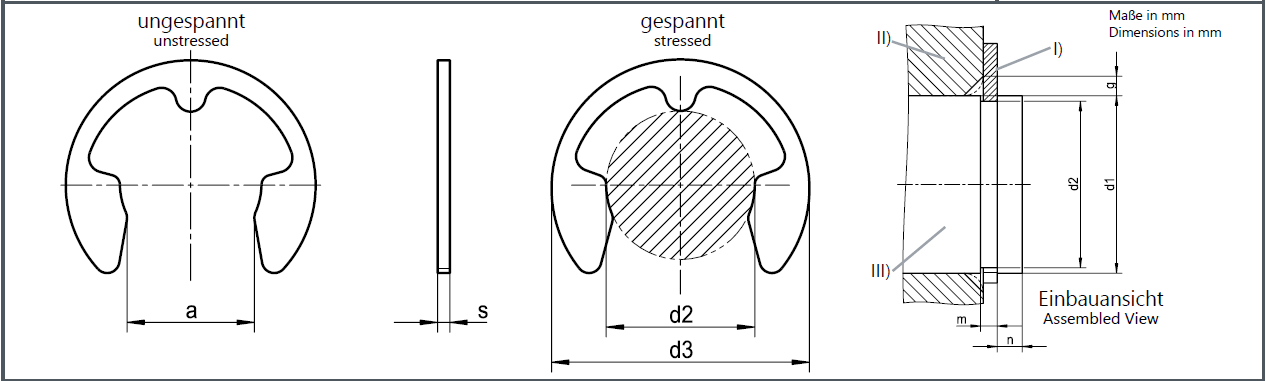
Sicherungsscheibe DIN6799 für Welle mit Nut

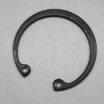
Innen-Sicherungsring

Ein Sicherungsring oder Nutenring, oft noch nach Seeger-Orbis, einem der Hersteller, als Seeger-Ring bekannt, ist ein Maschinenelement zur axialen Lagesicherung von Bolzen in Bohrungen oder von Bauteilen, beispielsweise Wälzlagern, auf einer Welle oder Achse.
Dementsprechend gibt es Innen-Sicherungsringe für Montage in einer Bohrung (mit nach innen weisenden Enden) und Außen-Sicherungsringe für Montage auf einer Welle (mit nach außen weisenden Enden).
Diese Ringe gehören zu den Normteilen.
Die im Maschinenbau anzutreffenden Ringe sind nach DIN 471 für Wellennuten und DIN 472 für Bohrungsnuten genormt.
Die einfachsten Ausführungen sind der Sprengring zur Wellenmontage und ein aus Runddraht gebogener und am Ringstoß zweimal eingewinkelter Sicherungsring, der in die Innenseite einer Hülse gesetzt werden kann (Bohrungsmontage), indem der Ringspalt bei der Montage per Sicherungsringzange zusammengedrückt wird. 
Die nach DIN 471 und DIN 472 genormte Ausführung ist als flacher Ring gestanzt sowie geschliffen und weist zwei Lochungen zur Montage und Demontage mittels einer speziellen Sicherungsringzange auf.
Ein Sicherungsring benötigt zu seiner Positionierung eine Nut. Diese wird zuvor in eine Welle von außen eingestochen, in eine Bohrung von innen einstech-gedreht oder aber gefräst.
Eine Alternative zum Sicherungsring ist der Lamellenring, der ebenfalls für Nuten von Bohrungen und Wellen eingesetzt werden kann. Hier benötigt man für die Montage bzw. Demontage keine Sicherungsringzange.
Bolzenverbindungen mit einem Durchmesser von mehr als 18 mm werden auch per Achshalter gesichert.

## Sicherungsscheiben

Sicherungsscheibe, die aufgrund einer gewissen Ähnlichkeit mit dem Buchstaben "E" bzw. "e" auch als "E-Ring" bezeichnet wird.

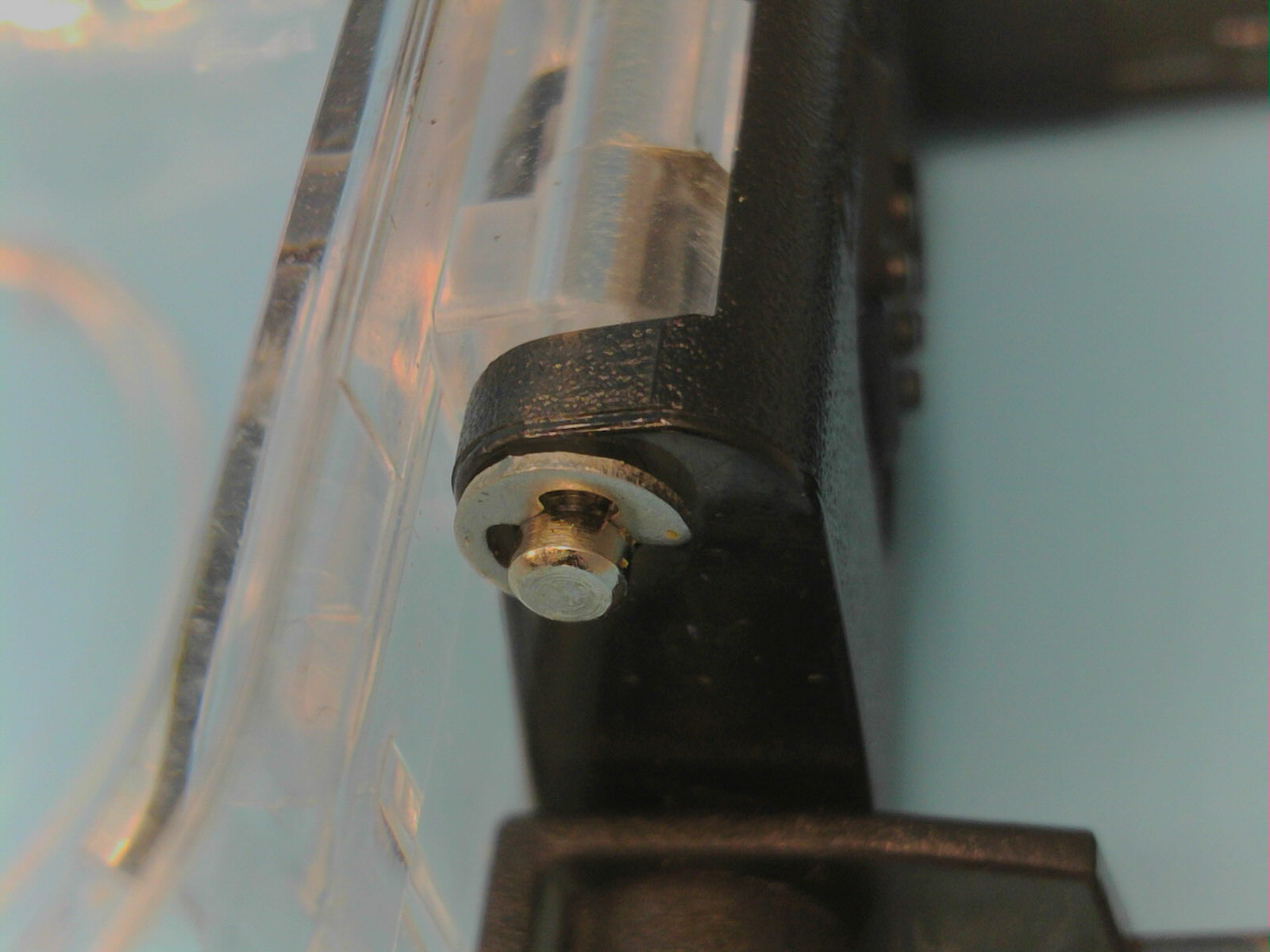
E-Ring an der Achse eines Action-Cam-Gehäuses

Sicherungsscheiben werden, wie Wellensicherungsringe, auf Wellen aufgesetzt. Sie sind nach DIN 6799 genormt und für eher kleinere Wellen und Achsen gedacht (üblich sind Durchmesser von 0,8 mm bis 30 mm). Die Scheiben haben am Innendurchmesser drei Bereiche, in denen sie am Nutgrund aufliegen. 
Vom Namen des Erfinders und Patentinhabers Hugo Benzing leitet sich die ebenfalls gebräuchliche Bezeichnung Benzingring bzw. Benzingscheibe ab. Diese Bauform wird auch vom Unternehmen Hugo Benzing hergestellt. Seeger-Ringe und Benzingringe unterscheiden sich in der Bauart: Seeger-Ringe nach DIN 471 oder DIN 472 werden bei der Montage elastisch verformt und in eine Nut eingesetzt, während Benzingringe radial aufgeschoben werden und eine geschlossene, meist rundere Form besitzen.
Sicherungsscheiben werden zur Montage in die Nut der Welle geschoben, ohne dass sie mit einer Zange geöffnet werden. Daher benötigen sie keine Löcher zum Ansetzen einer Sicherungsringzange. 
Zum Lösen wird mit dem flachen Blatt eines Schraubenziehers in der passenden Größe oder mit einem Dorn unter einen der Arme gegriffen, um die Scheibe aus der Nut zu heben.
Eine Anwendung für Sicherungsscheiben sind unverlierbare Schrauben.

## Form von Innen- und Außen-Sicherungsringen

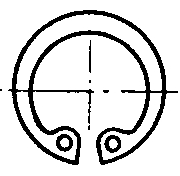
Innen-Sicherungsring
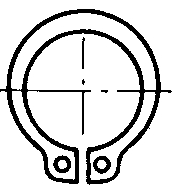
Außen-Sicherungsring